# Magda De Galan
Magda De Galan (ur. 23 września 1946 w Saint-Gilles, zm. 17 września 2024) – belgijska i walońska polityk, prawniczka oraz samorządowiec, parlamentarzystka, minister w rządzie federalnym.

## Życiorys
Z wykształcenia prawniczka, absolwentka Université libre de Bruxelles. Zaangażowała się w działalność polityczną w ramach walońskiej Partii Socjalistycznej. W latach 1983–1989 był członkinią zarządu miejscowości Forest, następnie do 2001 pełniła funkcję burmistrza. W 1991 i 1995 wybierana do Izby Reprezentantów. W latach 1992–1994 zajmowała stanowisko ministra zdrowia i spraw społecznych w rządzie wspólnoty francuskiej.
Od 1994 do 1999 była ministrem spraw społecznych w rządzie federalnym, którym kierował Jean-Luc Dehaene. W latach 1999–2004 sprawowała urząd przewodniczącej parlamentu Regionu Stołecznego Brukseli. Od 2006 do 2012 ponownie była burmistrzem miejscowości Forest.